# Água Branca (Piauí)
Água Branca é um município brasileiro do estado do Piauí. Localiza-se na microrregião do Médio Parnaíba Piauiense, mesorregião do Centro-Norte Piauiense. O município tem 17.573 habitantes, conforme o censo do IBGE de 2022 e uma área de 97,041 km². Foi criado pela Lei Estadual Nº 979, de 30 de abril de 1954.

## Geografia

### Localização

#### Municípios limítrofes
| Noroeste: Lagoinha do Piauí    | Norte: Lagoinha do Piauí  | Nordeste: Olho d'Água do Piauí |
| Oeste: São Pedro do Piauí      |                           | Leste: Olho d'Água do Piauí    |
| Sudoeste: São Gonçalo do Piauí | Sul: São Gonçalo do Piauí | Sudeste: Hugo Napoleão         |

População 
1990:
2000:
2010:
2022: 17.573

## Política
De 2013 até 2020 o prefeito do município foi o administrador e bancário Jonas Moura de Araújo, hoje filiado ao PSD, eleito em 2013 e reeleito em 2016 com 51 % (6354) dos votos, na chapa composta por Dr. Ralph como seu vice, quando derrotou a candidata Margareth que obteve 42% dos votos. Desde 2018 o prefeito preside a Associação Piauiense dos Municípios (APPM) 
Em 2013 houve denúncia de contratação da empresa Planacon em contratos de valor superior a R$ 150 mil reais, sem licitação.
Em 2019 a gestão do município foi classfiicada como "Gestão Efetiva" na avaliação realizada pelo TCE do Piauí.
Entre 2021 e 2024, o prefeito da cidade é Júnior Ribeiro (PSD), que foi eleito com 49,71% dos votos, derrotando a candidata Margareth, que obteve 49,65% dos votos.